# NXT TakeOver: New York
NXT TakeOver: New York – gala wrestlingu wyprodukowana przez federację WWE dla zawodników z brandu NXT. Odbyła się 5 kwietnia 2019 w Barclays Center w Brooklynie w stanie Nowy Jork. Emisja była przeprowadzana ekskluzywnie na żywo za pośrednictwem WWE Network. Była to dwudziesta czwarta gala w chronologii cyklu NXT TakeOver i druga w 2019 roku.
Podczas gali odbyło się osiem walk, w tym trzy nagrywane dla oddzielnego odcinka NXT. W walce wieczoru, Johnny Gargano pokonał Adama Cole’a z wynikiem 2–1 w Two-out-of-three falls matchu i zdobył NXT Championship. W innych ważnych walkach, Shayna Baszler pokonała Biancę Belair, Io Shirai i Kairi Sane i obroniła NXT Women’s Championship, Walter pokonał Pete’a Dunne’a i zdobył WWE United Kingdom Championship, Velveteen Dream pokonał Matta Riddle’a broniąc NXT North American Championship oraz War Raiders (Hanson i Rowe) obronili NXT Tag Team Championship pokonując Aleistera Blacka i Ricocheta.

## Produkcja
NXT TakeOver: New York oferowało walki profesjonalnego wrestlingu z udziałem różnych wrestlerów należących do brandu NXT spośród istniejących oskryptowanych rywalizacji i storyline’ów. Kreowane są podczas cotygodniowych gal NXT. Wrestlerzy są przedstawieni jako heele (negatywni, źli zawodnicy i najczęściej wrogowie publiki) i face’owie (pozytywni, dobrzy i najczęściej ulubieńcy publiki), którzy rywalizują pomiędzy sobą w seriach walk mających budować napięcie. Kulminacją rywalizacji jest walka wrestlerska lub ich seria. NXT TakeOver: New York było drugą galą cyklu TakeOver wyprodukowaną w 2019.

### Rywalizacje
W czwartym dorocznym turnieju Dusty Rhodes Tag Team Classic Aleister Black i Ricochet awansowali do finału i pokonali The Forgotten Sons (Steve Cutler i Wesley Blake), aby wygrać turniej. To również zapewniło im walkę o NXT Tag Team Championship przeciwko War Raiders na TakeOver.
W turnieju Dusty Rhodes Tag Team Classic, Johnny Gargano postanowił ponownie połączyć siły z byłym przyjacielem i zaciekłym rywalem, NXT Championem Tommaso Ciampą, reformując #DIY. Po przegranej z Blackiem i Ricochetem w półfinale, Ciampa miał zamiar ponownie obrócić się przeciwko Gargano, ale Gargano był przygotowany i odparł atak. 20 marca na odcinku NXT, Triple H ujawnił, że Gargano miał zmierzyć się z Ciampą na TakeOver o tytuł NXT, ale plany te zostały wstrzymane z powodu rzeczywistej sytuacji, w której Ciampa potrzebował operacji szyi, co zmusiło go do zwakowania tytułu. Następnie Triple H stwierdził, że Gargano nadal będzie w walce, a Adam Cole z The Undisputed Era wygrał Fatal 5-Way match przeciwko Velveteenowi Dreamowi, Mattowi Riddle’owi, Aleisterowi Blackowi i Ricochetowi, aby walczyć o zwakowany tytuł. Triple H ogłosił również, że aby uzyskać ostatecznego zwycięzcę, walka będzie Two-out-of-three falls matchem.
Po wygraniu turnieju Worlds Collide podczas Royal Rumble Axxess w wybranej przez siebie walce o mistrzostwo, Velveteen Dream pokonał Johnny’ego Gargano o mistrzostwo NXT North American Championship. W ciągu następnych kilku tygodni, Dream spotykał się z Mattem Riddle’em, który fantazjował o tym, jak wyglądałby mistrzostwo wokół jego. Po kilku tygodniach w końcu ogłoszono, że Dream będzie bronić tytułu przed Riddle’em na TakeOver.
Na NXT TakeOver: Phoenix, Shayna Baszler zachowała NXT Women’s Championship przeciwko Biance Belair dzięki technicznemu poddaniu. Podczas walki Belair musiał również zmierzyć się z ingerencją z zewnątrz ze strony przyjaciół Baszler, byłą zawodniczką UFC Jessamyn Duke i Mariną Shafir. Doprowadziło to do walki, w którym Belair połączyła siły z Io Shirai i Kairi Sane przeciwko tej trójce, w wyniku czego Shirai przypięła Baszler. Belair jednak nie była zadowolona, ponieważ chciała przypiąć i dostać kolejną szansę na tytuł Baszler. Podczas walki o walkę o tytuł na TakeOver Shirai i Belair zostali zaatakowanę przez Baszler, który również udusiła Sane. Gdy wychodziła z budynku, Baszler została poinformowana, że dzięki swoim działaniom będzie bronić swojego tytułu przed Belair, Shirai i Sane w Fatal 4-Way matchu.
Na NXT UK TakeOver: Blackpool, po udanej obronie przez Pete’a Dunne’a WWE United Kingdom Championship, Walter zadebiutował w NXT UK i skonfrontował się z Dunne’em. 23 lutego na TakeOver: New York zaplanowano walkę o tytuł pomiędzy Dunne’em i Walterem.

## Wyniki walk
| Nr                                                                                    | Wyniki                                                                                     | Stypulacje                                                | Czas  |
| ------------------------------------------------------------------------------------- | ------------------------------------------------------------------------------------------ | --------------------------------------------------------- | ----- |
| 1N                                                                                    | Street Profits (Angelo Dawkins i Montez Ford) pokonali Fabiana Aichnera i Marcela Barthela | Tag Team match                                            | –     |
| 2N                                                                                    | Jaxson Ryker pokonał Danny’ego Burcha                                                      | Singles match                                             | –     |
| 3N                                                                                    | Candice LeRae pokonała Aliyah (z Vanessą Borne)                                            | Singles match                                             | 7:18  |
| 4                                                                                     | War Raiders (Hanson i Rowe) (c) pokonali Aleistera Blacka i Ricocheta                      | Tag Team match o NXT Tag Team Championship                | 18:50 |
| 5                                                                                     | Velveteen Dream (c) pokonał Matta Riddle’a                                                 | Singles match o NXT North American Championship           | 17:35 |
| 6                                                                                     | Walter pokonał Pete’a Dunne’a (c)                                                          | Singles match o WWE United Kingdom Championship           | 25:40 |
| 7                                                                                     | Shayna Baszler (c) pokonała Biancę Belair, Io Shirai i Kairi Sane poprzez submission       | Fatal 4-Way match o NXT Women’s Championship              | 15:41 |
| 8                                                                                     | Johnny Gargano pokonał Adama Cole’a z wynikiem 2–1                                         | Two-out-of-three falls match o zwakowany NXT Championship | 38:25 |
| (c) – mistrz/mistrzyni przed walkąN – walka była nagrywana do oddzielnego odcinka NXT |                                                                                            |                                                           |       |